# N9 (Niger)
Die N9 oder RN9 ist eine hochrangige Straße vom Typ Nationalstraße (französisch route nationale) in der Region Maradi in Niger.

## Verlauf und Charakteristik
Die N9 ist insgesamt 49,2 Kilometer lang. Sie beginnt in der Regionalhauptstadt Maradi als Abzweigung von der N1. Noch im Stadtgebiet von Maradi zweigt rechts die N18 von der N9 ab. Die N9 verläuft weiter durch das Dorf Danja und den Gemeindehauptort Dan-Issa, wo links die Route 424 nach Tapkin Guiwa abzweigt. Danach zweigt im Dorf Farou links die Route 436 nach Firdji ab. Die N9 endet an der Staatsgrenze zu Nigeria. Jenseits der Grenze setzt sie sich in der A9 fort, die über Jibia und Katsina nach Kano führt.
Die N9 ist durchgehend asphaltiert. Sie gehört im System der Trans-African Highways zum Dakar-N’Djamena-Highway.